# Cryptachaea meraukensis
Cryptachaea meraukensis là một loài nhện trong họ Theridiidae.
Loài này thuộc chi Cryptachaea. Cryptachaea meraukensis được Pater Chrysanthus miêu tả năm 1963.